# HMS Alliance (P417)
Pour les autres navires du même nom, voir HMS Alliance.
Le HMS Alliance est un sous-marin de la Royal Navy, de classe Amphion, construit à la fin de la Seconde Guerre mondiale et achevé en 1947. Le sous-marin est le seul exemplaire survivant de cette classe. Il est préservé depuis 1981 par le Royal Navy Submarine Museum à Gosport dans le Comté de Hampshire.

Il est enregistré comme bateau du patrimoine maritime du Royaume-Uni par le National Historic Ships UK en 1996 et au registre de la National Historic Fleet.
Les sous-marins de la classe Amphion avaient été conçus pour une utilisation en Extrême-Orient, sur une longue distance dans l'océan Pacifique, avec une vitesse élevèe en surface et un confort relatif pour l'équipage permettant de plus grandes zones de patrouille et de plus longues périodes en mer que les sous-marins opérant dans l'océan Atlantique ou la mer Méditerranée. Le HMS Alliance était le seul équipé d'un mât schnorchel dès son lancement.

## Histoire
Du 9 octobre 1947 au 8 novembre, le sous-marin a entrepris une longue croisière expérimentale dans l'océan Atlantique au large des côtes d'Afrique pour étudier les limites du mât Schnorchel, en restant en immersion pendant 30 jours.
Entre 1958 et 1960 l'Alliance a été largement modernisé avec un canon de pont et les tubes lance-torpilles externes enlevés, une coque plus profilée et l'aileron remplacé par un plus grand en aluminium. Le but de ces modifications était de rendre le sous-marin plus silencieux et plus rapide sous l'eau. La trappe d'accès à l'armement d'origine a toutefois été maintenue pour rester équipé d'une arme de pont au moment de servir en Extrême-Orient au cours de la confrontation indonésio-malaisienne de 1962 à 1966.
En mai 1961, les numéros de fanion des sous-marins britanniques ont été modifiés de sorte que tous les sous-marins survivants achevés après la Seconde Guerre mondiale furent désormais numérotés à partir de S01, et le HMS Alliance reçut le numéro S67.
Le 12 janvier 1968, il s'échoue sur Bembridge Ledge au large de l'île de Wight. Il est ensuite renfloué avec l'aide de remorqueurs de l'Amirauté. Le 30 septembre 1971, il subit une explosion des batteries électriques près de Portland.
De 1973 à 1979, il sert de bateau d'entraînement statique pour la base HMS Dolphin près de Gosport, en remplacement du HMS Tabard.

## Mémorial
En août 1979, il a été remorqué jusqu'au chantier naval Vosper & Co. à Southampton pour avoir un renforcement de sa quille afin de pouvoir être levé hors de l'eau et conservé comme un mémorial aux sous-mariniers britanniques qui sont morts en service.
Depuis 1981, le sous-marin est devenu un navire musée, exposé au Royal Navy Submarine Museum de Gosport. Bien que répertorié comme navire de la National Historic Fleet, le bâtiment a subi quelques détériorations à cause des nichoirs de pigeons créant de la corrosion et sa proximité de la mer. Des réparations ont été annoncées le 30 mai 2011 avec des fonds provenant de la Heritage Lottery Fund (en), avec la création d'une nouvelle plateforme permettant un meilleur accès pour les visites et son entretien. En avril 2014, le HMS Alliance a été rouvert au public.